# Mira quién habla ahora
Mira quién habla ahora (en inglés Look Who's Talking Now) es una película de comedia estadounidense de 1993, dirigida por Tom Ropelewski y protagonizada por John Travolta y Kirstie Alley. Es la secuela de Mira quién habla (1989) y Mira quién habla también (1990). Esta es la tercera y última película de la franquicia Mira quién habla.

## Sinopsis
Mickey y Julie ya son mayores, y ya hablan con sus propias voces. Sus padres, Mollie y James aún están juntos criando a sus hijos. Un día, Mollie se queda sin trabajo y se pasa el día en casa cuidando a sus hijos, mientras que James trabaja como piloto privado para Samantha, una hermosa ejecutiva, quien le somete a un implacable acoso. Además han llegado dos nuevos miembros a la familia: Rocks, un perro callejero que estaba a punto de ser sacrificado, y Daphne, una caniche consentida propiedad de Samantha.

## Reparto
- John Travolta - James Ubriacco
- Kirstie Alley - Mollie Jensen-Ubriacco
- Olympia Dukakis - Rosie
- George Segal - Albert
- Lysette Anthony - Samantha
- David Gallagher - Michael "Mikey" Ubriacco
- Tabitha Lupien - Julie Cristina Ubriacco
- Danny DeVito - Rocks, el perro (voz)
- Diane Keaton - Daphne, la caniche (voz)

- Datos: Q1577763